# Marib (provins)
Marib (arabiska: مأرب) är en provins i Jemen. Den administrativa huvudorten är Marib. Provinsen har 238 522 invånare och en yta på 17 450 km².

## Distrikt
- al-Abdiyah
- Bidbadah
- Harib
- Harib al-Qaramish
- Jabal Murad
- al-Jubah
- Mahliyah
- Majzar
- Marib
- Marib City
- Medghal
- Raghwan
- Rahabah
- Sirwah